# Chen Sisi
Chen Sisi (陈思思) est une chanteuse folklorique chinoise née le 28 décembre 1976 à Changde dans la province du Hunan en Chine.

## Discographie

### Albums
- 2001 : Ni rang wo gandong (你让我感动)
- 2004 : Gongdu hao shiguang (共度好时光)
- 2006 : Jinxiu niandai (锦绣年代)
- 2009 : Wo de zuguo wo de jia (我的祖国我的家)
- 2012 : Tiantian yue yuan (天天月圆)

### Singles
- 2010 : Liu ye hu mei (柳叶湖美)
- 2010 : Deng ni huilai (等你回来)
- 2011 : Tong zai yangguang xia (同在阳光下)
- 2011 : Fenghua zheng mao (风华正茂)
- 2011 : Naxi quing ge (纳西情歌)

## Principales chansons
- 1995 : Qing ge qu nanfang (情哥去南方)
- 1995 : Zhongguo nuhai (中国女孩)
- 1995 : Shanli meizi zhen piaoliang (山里妹子真漂亮)
- 2004 : Gongdu hao shiguang (共度好时光)
- 2006 : Jinxiu niandai (锦绣年代)
- 2011 : Naxi quing ge (纳西情歌)
- 2012 : Meili zhi lu (美丽之路)